# Alí Primera

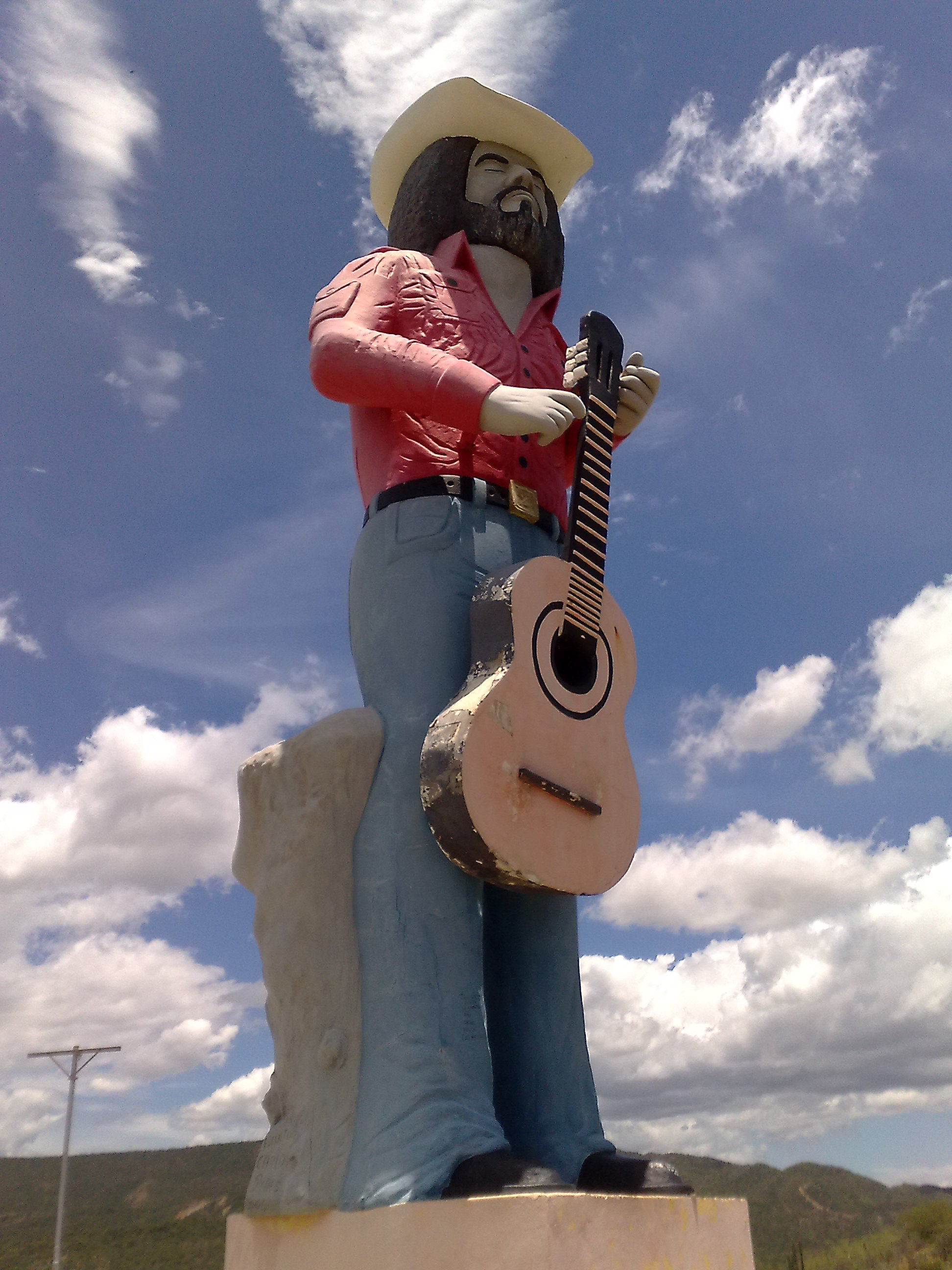
Staty över Alí Primera i Caujarao i Falcón.

Alí Primera, född 1942 som Ely Rafael Primera Rosell i Coro, Falcón, död 1985 i en bilolycka, var en venezolansk folksångare och poet. Han efterlämnade åtta barn: sex pojkar och två flickor.

## Biografi
Alí var den sista och sjätte sonen till fiskaren Rafael First Union och Carmen Adela Rossell. Hans föräldrar döpte honom till Ely Rafael, men år senare, tog han artistnamnet Alí Primera.